# Júnez
Júnez es una localidad española actualmente perteneciente al municipio de Luna, en la provincia de Zaragoza. Pertenece a la comarca de las Cinco Villas, en la comunidad autónoma de Aragón.
- Datos: Q11165982